# Hrvati v Sloveniji
Hrvati v Sloveniji (hrvaško Hrvati u Sloveniji) so osebe v Sloveniji s polnim, delnim ali večinskim hrvaškim poreklom ali osebe, rojene na Hrvaškem, s stalnim prebivališčem v Sloveniji.
Nimajo statusa narodne manjšine (kot Italijani in Madžari) ali posebne etnične skupine (kot Romi), kljub relativno velikemu številu (po popisu 2011 okoli 55.000).

## Število
Ob popisu leta 1991 se je 52.876 prebivalcev Slovenije izreklo za Hrvate. Po popisu prebivalstva leta 2002 se je za Hrvate izreklo 35.642 prebivalcev Slovenije, za materni jezik pa je hrvaški jezik izreklo 54.079 prebivalcev.
Registrski popis prebivalstva Republike Slovenije v letu 2011 ni vključeval zbiranja podatkov o narodni pripadnosti in maternem jeziku prebivalcev Republike Slovenije. Zato ostajajo ocene, da je število prebivalcev hrvaškega porekla v Sloveniji okoli 55.000.
Število opredeljenih Hrvatov na popisih v Sloveniji:
- 1948: 16.069 (1,15 %)
- 1953: 17.978 (1,23 %)
- 1961: 31.429 (1,97 %)
- 1971: 41.556 (2,47 %)
- 1981: 53.882 (2,93 %)
- 1991: 52.876 (2,76 %)
- 2002: 35.642 (1,81 %)

## Znameniti slovenski Hrvati in Slovenci hrvaškega porekla

### Umetniki
- Ivo Brnčić, pesnik
- Ivan Cankar, pisatelj[navedi vir]
- Izidor Cankar, pisatelj[navedi vir]
- Željko Ivanek, igralec
- Vera Lacić, sopran
- Miljenko Licul, oblikovalec in arhitekt
- Oton Župančič, pesnik
- Luka Šulić, violončelist in član 2Cellos

### Športniki
- Srečko Katanec, nogometaš
- Jakov Fak, biatlonec
- Josip Iličić, nogometaš
- Marijan Kraljević, košarkar
- Robert Kranjec, smučarski skakalec[navedi vir]
- Duško Pavasovič, šahovski velemojster
- Rok Petrovič, alpski smučar
- Dijana Ravnikar, biatlonka
- Gregor Židan, nogometaš

### Politiki
- Ivan Mamić
- Dragutin Mate, častnik, vojaški veteran vojske v Sloveniji, vojaški in letalski ataše, diplomat
- Ciril Ribičič, pravnik in pesnik
- Mitja Ribičič

### Znanstveniki
- Šime Ivanjko, pravnik, profesor
- Krešimir Petrovič, sociokineziolog, pravnik in športni psiholog